# Diócesis de Antsirabe
La diócesis de Antsirabe (en latín: Dioecesis Antsiraben(sis) y en francés: Diocèse d'Antsirabé) es una circunscripción eclesiástica latina de la Iglesia católica en Madagascar, sufragánea de la arquidiócesis de Antananarivo. La diócesis tiene al obispo Philippe Ranaivomanana como su ordinario desde el 13 de noviembre de 2009.

## Territorio y organización
La diócesis tiene 16 000 km² y extiende su jurisdicción sobre los fieles católicos de rito latino residentes en la región de Vakinankaratra y en parte de la de Analamanga.
La sede de la diócesis se encuentra en la ciudad de Antsirabe, en donde se halla la Catedral de Nuestra Señora de La Salette.
En 2020 en la diócesis existían 33 parroquias.

## Historia

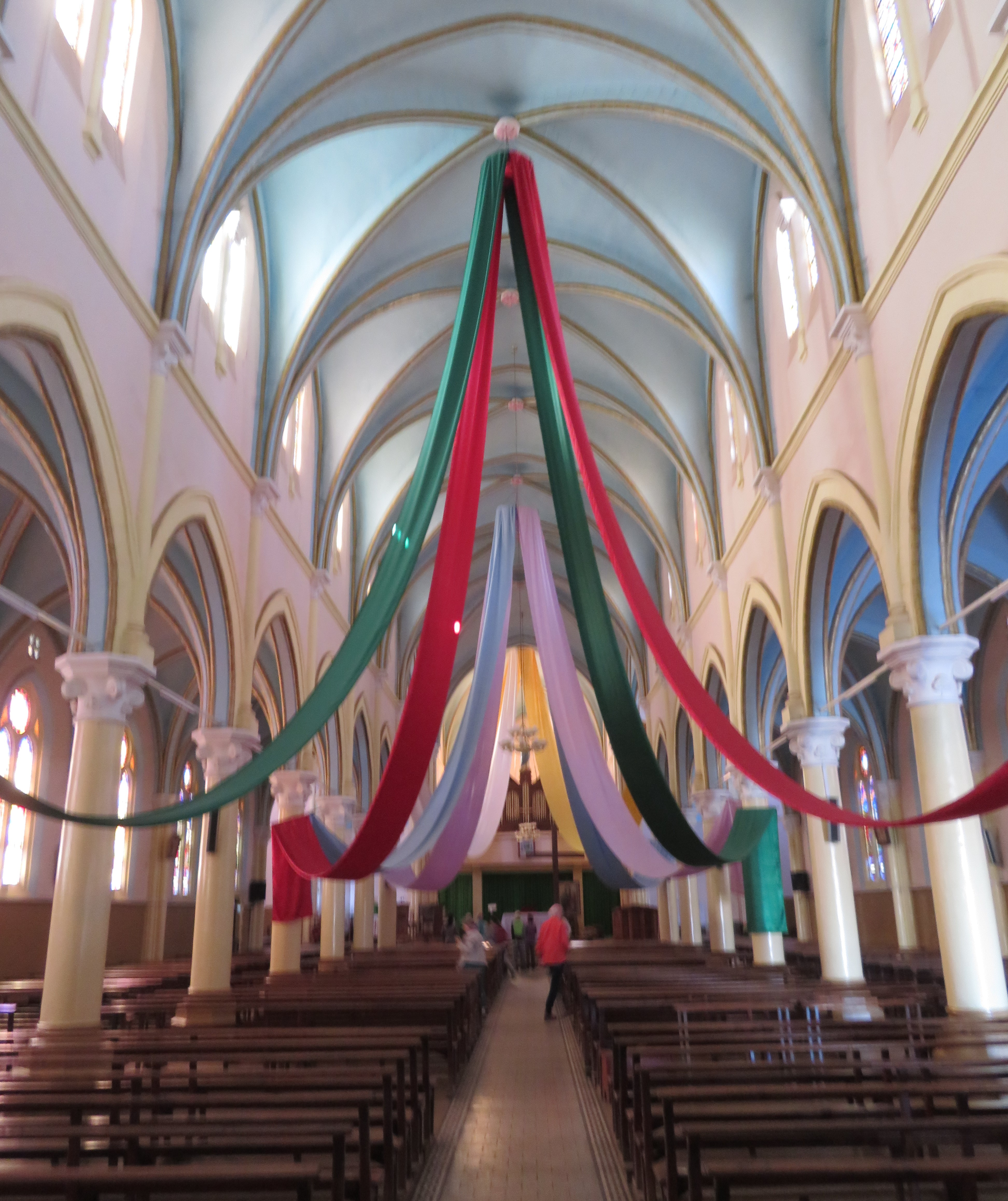
Interior de la Catedral

La prefectura apostólica de Betafo fue erigida el 15 de mayo de 1913 con el decreto Quo christiani de la Congregación de Propaganda Fide, obteniendo el territorio del vicariato apostólico de Madagascar Central (hoy arquidiócesis de Antananarivo).
El 24 de agosto de 1918 la prefectura apostólica fue elevada a vicariato apostólico con el breve Laeto semper accipimus del papa Benedicto XV.
El 10 de enero de 1921, en virtud del decreto Quo in nonnullis de la Sagrada Congregación de Propaganda Fide, asumió el nombre de vicariato apostólico de Antsirabe, lugar al que se trasladó la sede vicarial.
El 23 de mayo de 1933, con el breve Catholicae fidei del papa Pío XI, se establecieron nuevas fronteras con el vicariato apostólico de Tananarive (hoy arquidiócesis de Antananarivo).
El 8 de enero de 1938 cedió una parte de su territorio para la erección de la prefectura apostólica de Morondava (hoy diócesis de Morondava) mediante la bula Quo evangelici del papa Pío XI.
El 14 de septiembre de 1955 el vicariato apostólico fue elevado a diócesis con la bula Dum tantis del papa Pío XII.

## Estadísticas
De acuerdo al Anuario Pontificio 2021 la diócesis tenía a fines de 2020 un total de 1 011 774 fieles bautizados.
| Año                                                                             | Población            | Población | Población      | Sacerdotes | Sacerdotes    | Sacerdotes    | Bautizados por sacerdote | Diáconos permanentes | Religiosos | Religiosos | Parroquias |
| Año                                                                             | Bautizados católicos | Total     | % de católicos | Total      | Clero secular | Clero regular | Bautizados por sacerdote | Diáconos permanentes | Varones    | Mujeres    | Parroquias |
| ------------------------------------------------------------------------------- | -------------------- | --------- | -------------- | ---------- | ------------- | ------------- | ------------------------ | -------------------- | ---------- | ---------- | ---------- |
| 1950                                                                            | 127 652              | 236 580   | 54.0           | 28         | 3             | 25            | 4559                     |                      | 41         | 47         | 2          |
| 1958                                                                            | 180 421              | 333 580   | 54.1           | 12         | 2             | 10            | 15 035                   |                      | 74         | 66         | 2          |
| 1970                                                                            | 270 293              | ?         | ?              | 55         | 5             | 50            | 4914                     |                      | 58         | 132        | 22         |
| 1980                                                                            | 362 548              | 628 709   | 57.7           | 40         | 11            | 29            | 9063                     |                      | 83         | 134        | 3          |
| 1990                                                                            | 580 834              | 992 049   | 58.5           | 52         | 23            | 29            | 11 169                   |                      | 88         | 181        | 26         |
| 1994                                                                            | 504 643              | 952 664   | 53.0           | 81         | 45            | 36            | 6230                     |                      | 121        | 234        | 25         |
| 2000                                                                            | 728 000              | 1 300 000 | 56.0           | 89         | 37            | 52            | 8179                     |                      | 116        | 256        | 25         |
| 2001                                                                            | 729 000              | 1 315 000 | 55.4           | 89         | 39            | 50            | 8191                     |                      | 115        | 267        | 25         |
| 2002                                                                            | 732 305              | 1 332 500 | 55.0           | 85         | 43            | 42            | 8615                     |                      | 106        | 344        | 24         |
| 2003                                                                            | 736 400              | 1 341 300 | 54.9           | 87         | 47            | 40            | 8464                     |                      | 121        | 354        | 25         |
| 2004                                                                            | 728 000              | 1 318 000 | 55.2           | 107        | 48            | 59            | 6803                     |                      | 192        | 332        | 25         |
| 2006                                                                            | 799 574              | 1 355 000 | 59.0           | 118        | 56            | 62            | 6776                     |                      | 193        | 293        | 25         |
| 2012                                                                            | 845 245              | 1 903 300 | 44.4           | 115        | 58            | 57            | 7349                     |                      | 184        | 288        | 27         |
| 2015                                                                            | 908 335              | 2 001 599 | 45.4           | 119        | 72            | 47            | 7633                     |                      | 259        | 411        | 29         |
| 2018                                                                            | 954 504              | 2 103 337 | 45.4           | 148        | 83            | 65            | 6449                     |                      | 310        | 382        | 31         |
| 2020                                                                            | 1 011 774            | 2 229 537 | 45.4           | 146        | 88            | 58            | 6930                     |                      | 293        | 373        | 33         |
| Fuente: Catholic-Hierarchy, que a su vez toma los datos del Anuario Pontificio. |                      |           |                |            |               |               |                          |                      |            |            |            |

## Episcopologio
- François-Joseph Dantin, M.S. † (24 de junio 1913-5 de julio 1941 falleció)
- Edouard Rostaing, M.S. † (24 de febrero de 1942-18 de mayo de 1946 falleció)
- Joseph-Paul Futy, M.S. † (13 de febrero de 1947-10 de marzo de 1955 renunció)
- Claude Rolland, M.S. † (19 de diciembre de 1955-15 de octubre de 1973 falleció)
- Jean-Maria Rakotondrasoa, M.S. † (28 de febrero de 1974-19 de junio 1989 retirado)
- Philibert Randriambololona, S.I. † (19 de junio 1989 por sucesión- 17 de diciembre de 1992 nombrado arzobispo de Fianarantsoa)
- Félix Ramananarivo, M.S. † (11 de noviembre de 1994-13 de noviembre de 2009 retirado)
- Philippe Ranaivomanana, desde el 13 de noviembre de 2009